# フランシス・A・ニクソン
フランシス・A・ニクソン（Francis Anthony "Frank" Nixon 1878年12月3日 - 1956年9月4日）は元アメリカ合衆国大統領リチャード・ニクソンの父。

## 経歴
オハイオ州フェアフィールド郡生まれのサラ・アン(旧姓ワズワース)とペンシルベニア州ワシントン郡生まれのサミュエル・ブレイディ・ニクソン　の息子としてオハイオ州ビントン郡で生まれた。なるまでコロンバスで路面電車の運転士として働き凍傷になった後、1900年ころにカリフォルニア州に引っ越した。農場労働者や石油労働者、ロサンゼルス郊外レモン栽培などに従事した。ニクソン家の祖先には、ペンシルベニア植民地のクエーカー教徒が含まれていた。彼自身はメソジストであったが、1908年6月25日にハンナ・ミルハウス・ニクソンと結婚し、クエーカーとなった。

## 仕事
リチャードが生まれた後、レモン果樹園を放棄し、家族はウィッティアのクエーカーコミュニティに引っ越した。グロサリーやアトランティック・リッチフィールドガソリン販売を行い始めたが、家族は貧しいままであった。彼の人生は結核により2人の息子アーサーとハロルドが死ぬことにより変化した。"restless, frustrated, and angry man, a mean-spirited person who Psychological abuse his five sons and sometimes Child abuse them."と記述されている。しかし、リチャードはいつも両親を褒め称え、母を愛情を込めて"Quaker saint,"と言い、"I was born in a house my father built."という言葉で回顧録を始めた。従兄弟のジェサミン・ウェスト (作家)はしばらくの間教会学校の同級生だった。彼女は後に彼を"a fiery persuasive teacher,"と形容し、社会主義へ傾倒し、社会的福音のニクソン版を書いた。

## 家族
1908年6月25日にハンナ・ミルハウスと結婚し、5人の息子がいた。
- ハロルド・サミュエル・ニクソン (1909年6月1日 - 1933年3月7日)
- リチャード・ニクソン (1913年1月9日 - 1994年4月22日)
- フランシス・ドナルド・ニクソン（英語版） (1914年11月23日 - 1987年6月27日)
- アーサー・Burdg・ニクソン (1918年5月26日 - 1925年8月10日)
- エドワード・カルバート・ニクソン（英語版） (1930年5月3日 - )

## 映画
オリバー・ストーン監督の映画ニクソンではトム・バウアーが演じた。